# Ольшовець-Кольонія (Люблінське воєводство)
Ольшовець-Кольонія (пол. Olszowiec-Kolonia) — село в Польщі, у гміні Бихава Люблінського повіту Люблінського воєводства.
Населення — 153 особи (2011).
У 1975-1998 роках село належало до Люблінського воєводства.

## Демографія
Демографічна структура станом на 31 березня 2011 року:
|          | Загалом | Допрацездатний вік | Працездатний вік | Постпрацездатний вік |
| -------- | ------- | ------------------ | ---------------- | -------------------- |
| Чоловіки | 83      | 16                 | 60               | 7                    |
| Жінки    | 70      | 15                 | 43               | 12                   |
| Разом    | 153     | 31                 | 103              | 19                   |